# Frutal
Frutal este un oraș în Minas Gerais (MG), Brazilia.